# Crollo della pensilina della stazione di Novi Sad
Il crollo della pensilina della stazione di Novi Sad è stato un incidente avvenuto il 1º novembre 2024 intorno alle 11:50 presso la Stazione di Novi Sad. Nell'incidente hanno perso la vita 15 persone, compreso un bambino di sei anni, e tre persone sono rimaste ferite. Tre giovani sono gravemente feriti e in pericolo di vita. Tra le vittime identificate ci sono otto cittadini serbi e un macedone.

## Contesto
Nel 2021 sono stati pubblicati piani per la ristrutturazione e l'espansione della stazione nell'ambito degli sforzi del governo serbo per rivitalizzare e modernizzare l'infrastruttura ferroviaria del paese, con l'introduzione di treni ad alta velocità. La ristrutturazione includeva l'aggiornamento dei binari, la costruzione di una nuova piattaforma e la completa ristrutturazione dell'edificio principale con ulteriori ascensori per disabili. I lavori sono iniziati a settembre 2021.
Una condizione per la ristrutturazione era la demolizione del ponte Boško Perošević e la ricostruzione del ponte ferroviario Žeželj, secondo il progetto di Aleksandar Bojović, costruito dal consorzio internazionale JV Azvi - Taddei - Horta Coslada International. La ristrutturazione della stazione ferroviaria è stata eseguita dalle aziende cinesi China Railway International e China Communications Construction Company (CCCC) come parte del progetto della linea ferroviaria Budapest-Belgrado, che è parte di un piano più ampio per la rete ferroviaria internazionale.
L'edificio della stazione ristrutturato è stato inaugurato il 19 marzo 2022, con una linea ferroviaria moderna che raggiunge una velocità di 200 km/h tra Belgrado e Novi Sad.

## L'incidente
Il 1º novembre 2024, intorno alle 11:50, è crollata la tettoia sopra l'ingresso principale della stazione ferroviaria di Novi Sad. Nell'incidente hanno perso la vita 14 persone, compreso un bambino di sei anni, e tre persone sono rimaste ferite.
L'ingegnere civile Danijel Dašić (ingegnere civile e attivista, che non ha partecipato e non ha alcun legame con i lavori eseguiti) ha dichiarato che la tettoia è crollata a causa di una struttura aggiuntiva in acciaio con pannelli di vetro installata durante la ristrutturazione.
Nel periodo immediatamente successivo all'incidente, tuttavia, il ministro delle Infrastrutture Goran Vesić ha dichiarato ai giornalisti che il tetto non era stato incluso nei lavori di ristrutturazione recenti. I media locali hanno riportato che anche i funzionari dell'operatore ferroviario statale della Serbia e i rappresentanti del consorzio cinese hanno affermato che non erano stati effettuati lavori di ristrutturazione sulla pensilina in cemento durante la ristrutturazione della stazione ferroviaria.

## Reazioni
Il governo serbo ha dichiarato il 2 novembre 2024 giornata di lutto nazionale, mentre a Novi Sad è stato proclamato un lutto di tre giorni. Anche nella Repubblica Srpska è stata proclamata una giornata di lutto.
Il presidente dell'Ungheria Viktor Orbán ha espresso le sue condoglianze alla Serbia e alle famiglie delle vittime.
Il presidente della Serbia Aleksandar Vučić ha chiesto responsabilità politica e penale per l'incidente. Il consorzio cinese che ha effettuato i lavori di ristrutturazione ha dichiarato che la tettoia non era parte della ristrutturazione.

## Le proteste anticorruzione in Serbia del 2024–2025
Le proteste anticorruzione in Serbia del 2024–2025 sono iniziate il 1º novembre 2024, dopo il crollo della tettoia della stazione ferroviaria di Novi Sad, che ha causato 16 morti. L'incidente, attribuito a corruzione e negligenza nei lavori pubblici, ha scatenato manifestazioni guidate da studenti universitari, che si sono rapidamente estese a tutto il paese. I manifestanti chiedono giustizia per le vittime, trasparenza nei contratti pubblici, la pubblicazione dei documenti relativi alla ricostruzione della stazione, la fine della repressione contro gli studenti e un aumento del 20% del budget per l'istruzione superiore. Nonostante le dimissioni di diversi funzionari, tra cui il primo ministro Miloš Vučević, le proteste continuano, sostenute da studenti, lavoratori, agricoltori e artisti. Le autorità hanno risposto con arresti selettivi, sorveglianza e repressione, incluso l'uso di armi sonore, criticato dalla Corte europea dei diritti dell'uomo. Il movimento ha attirato l'attenzione internazionale, con l'Unione Europea che sollecita riforme democratiche in linea con le richieste dei manifestanti. Le proteste, le più grandi guidate da studenti in Europa dal 1968, continuano a richiedere cambiamenti strutturali e maggiore responsabilità da parte del governo.